# Budynek przy ul. 9 Maja 3 w Braniewie
Budynek przy ul. 9 Maja 3 – zabytkowy budynek mieszkalny w Braniewie, pochodzący z początku XX wieku, położony w ciągu zabudowy pierzejowej ul. 9 Maja.
Budynek został zbudowany na początku XX wieku. Założony na planie prostokąta, dwutraktowy, trzykondygnacyjny, podpiwniczony; z korytarzem przelotowym w prawej części. Jest murowany z cegły, usytuowany w ciągu zwartej pierzei zabudowy ulicy 9 Maja, tworzonej przez kamienice o numerach 1, 3, 5, 7, 9, 11. Nad piwnicą położony jest strop na belkach stalowych, nad wyższymi piętrami położone stropy drewniane. Elewacja frontowa budynku jest trójosiowa. Naroża elewacji zostały ujęte: w poziomie parteru rowkowanymi pilastrami, 2 kondygnacji pilastrami boniowanymi, 3 kondygnacji strzępiami. Drzwi wejściowe w prawej osi budynku, nad drzwiami na 2 i 3 kondygnacji balkony z żeliwną balustradą o motywach roślinno-geometrycznych.
Budynek nakryty jest dachem mansardowym i dachówką karpiówką ułożoną w koronkę. W części dachowej od strony frontowej budynku znajdują się dwie lukarny flankowane ceglanymi pilastrami zwieńczonymi gazonami.
Budynek jest wpisany do wojewódzkiej ewidencji zabytków.

## Galeria zdjęć

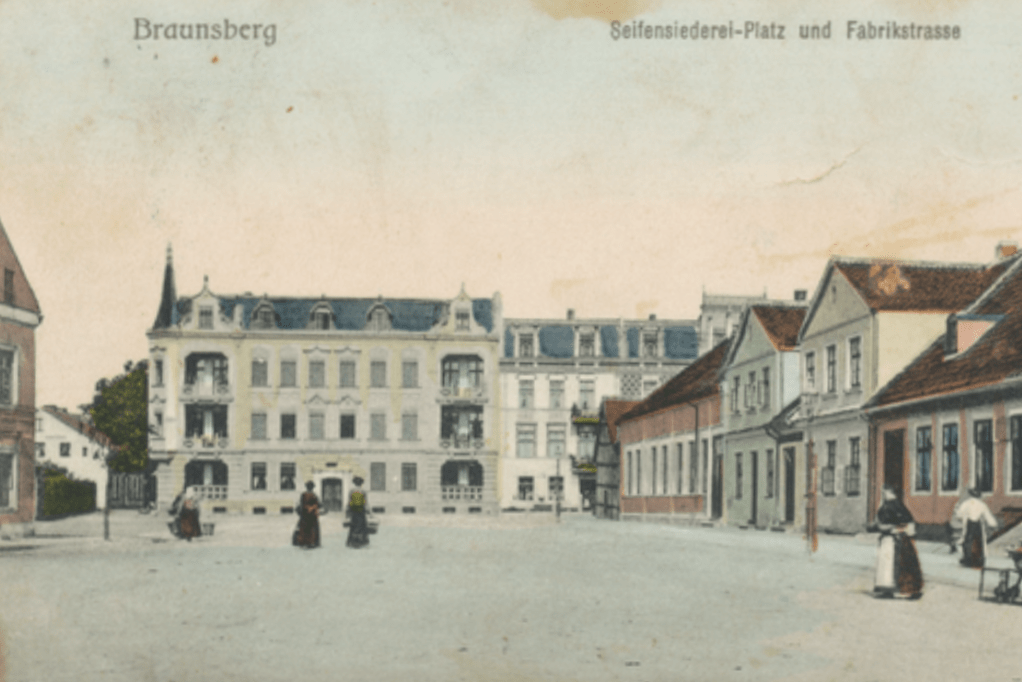
Z jaśniejszą elewacją, częśc. zasłonięty, 1906
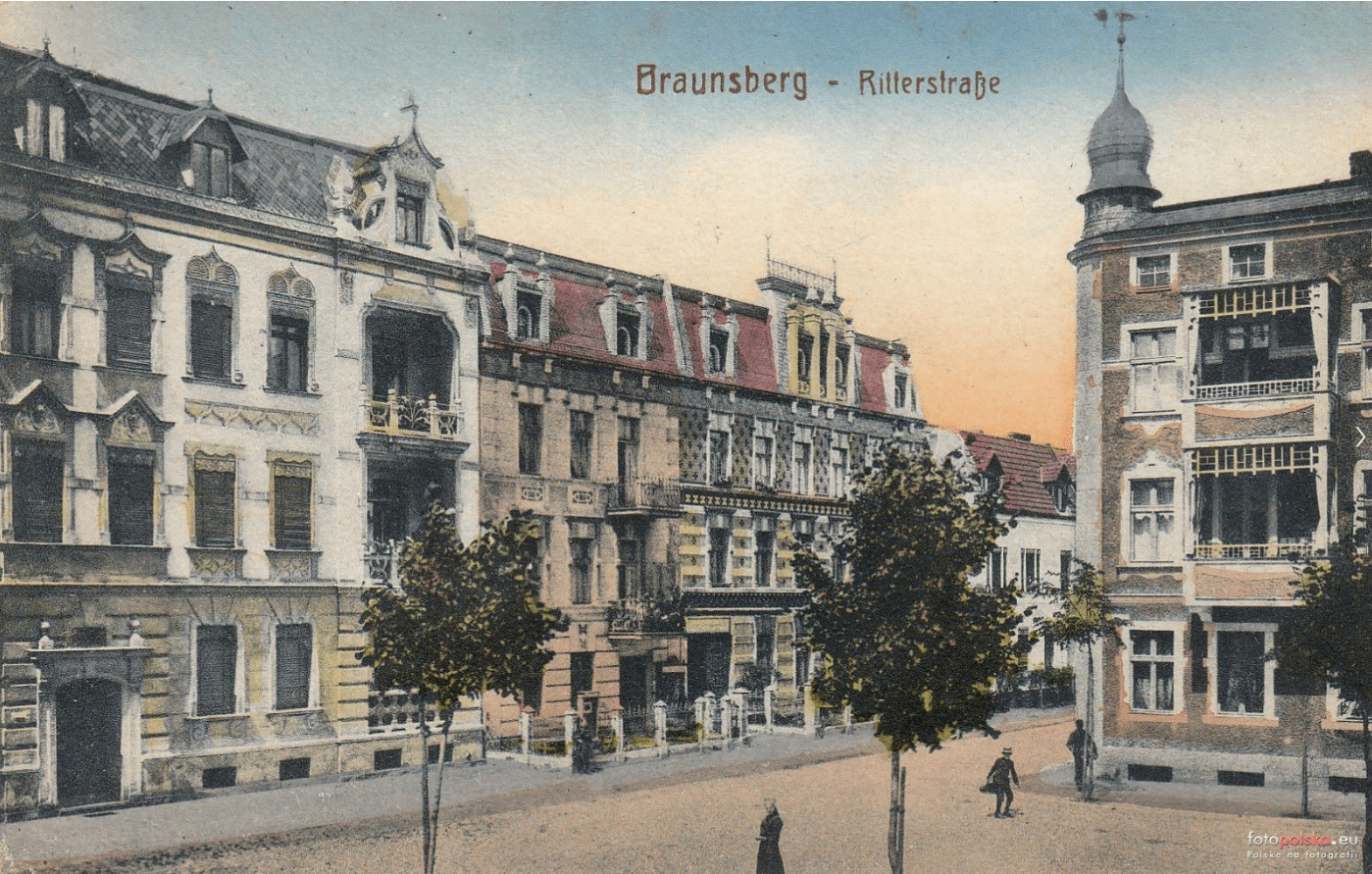
Druga dekada XX w.
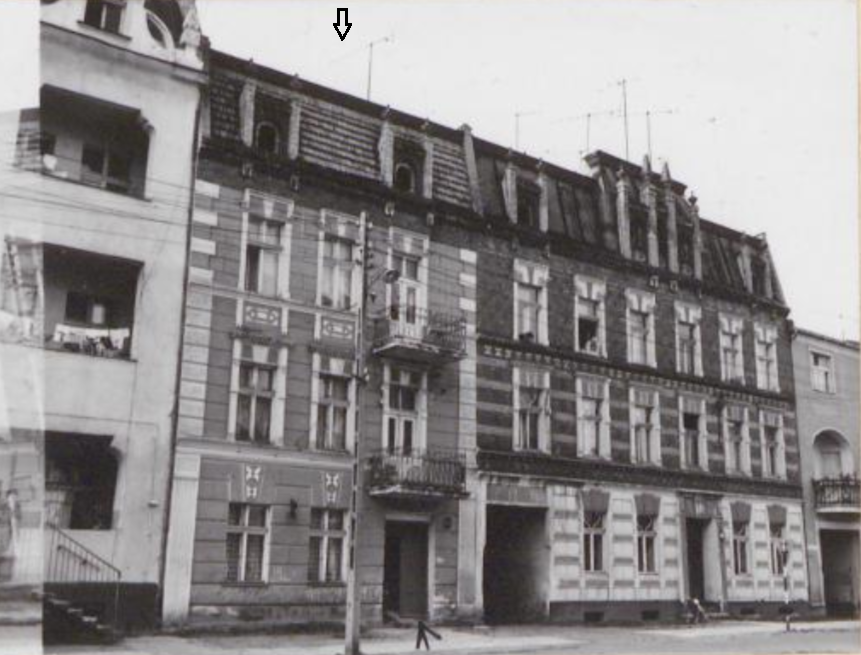
Rok 1981
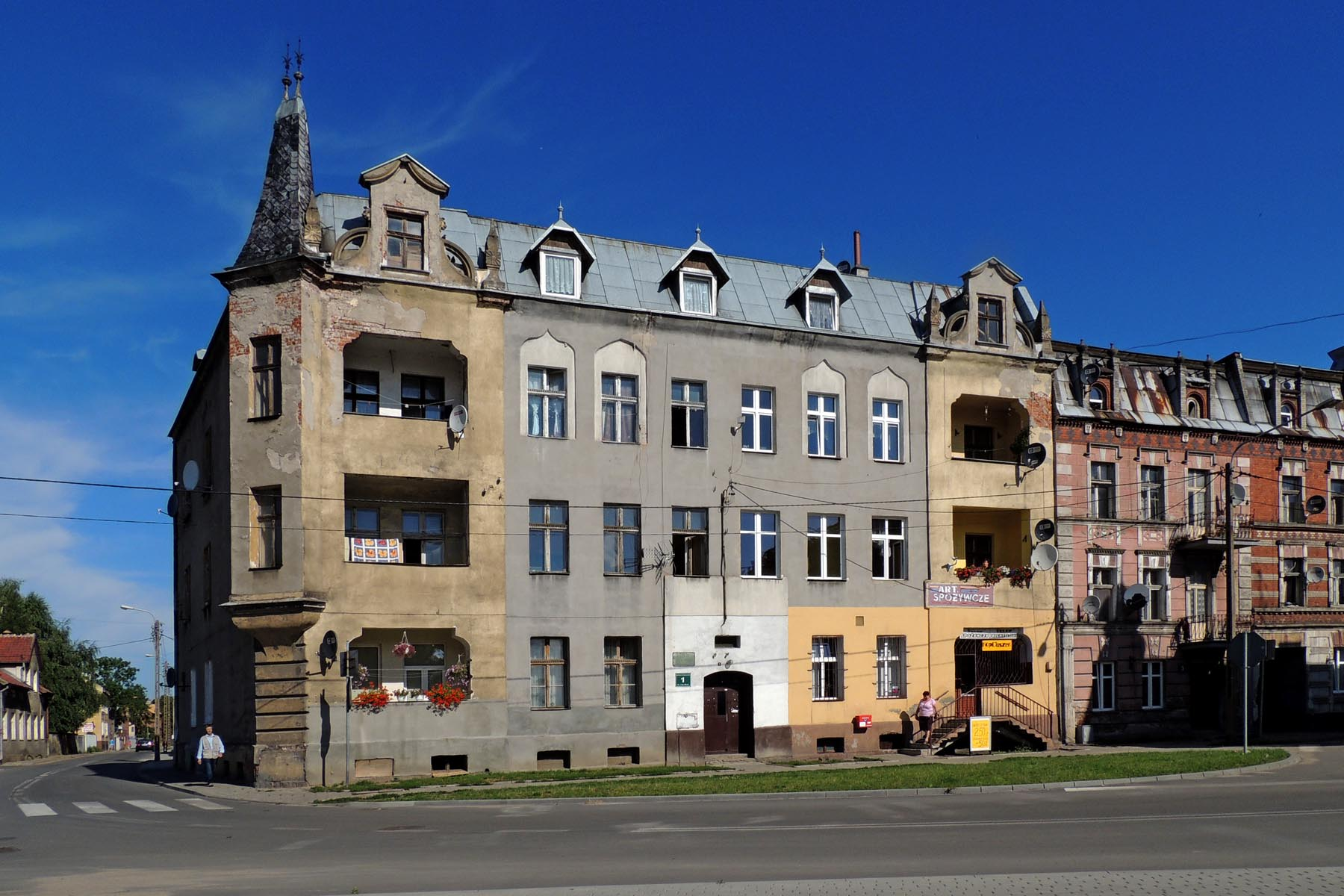
Po prawej, 2013
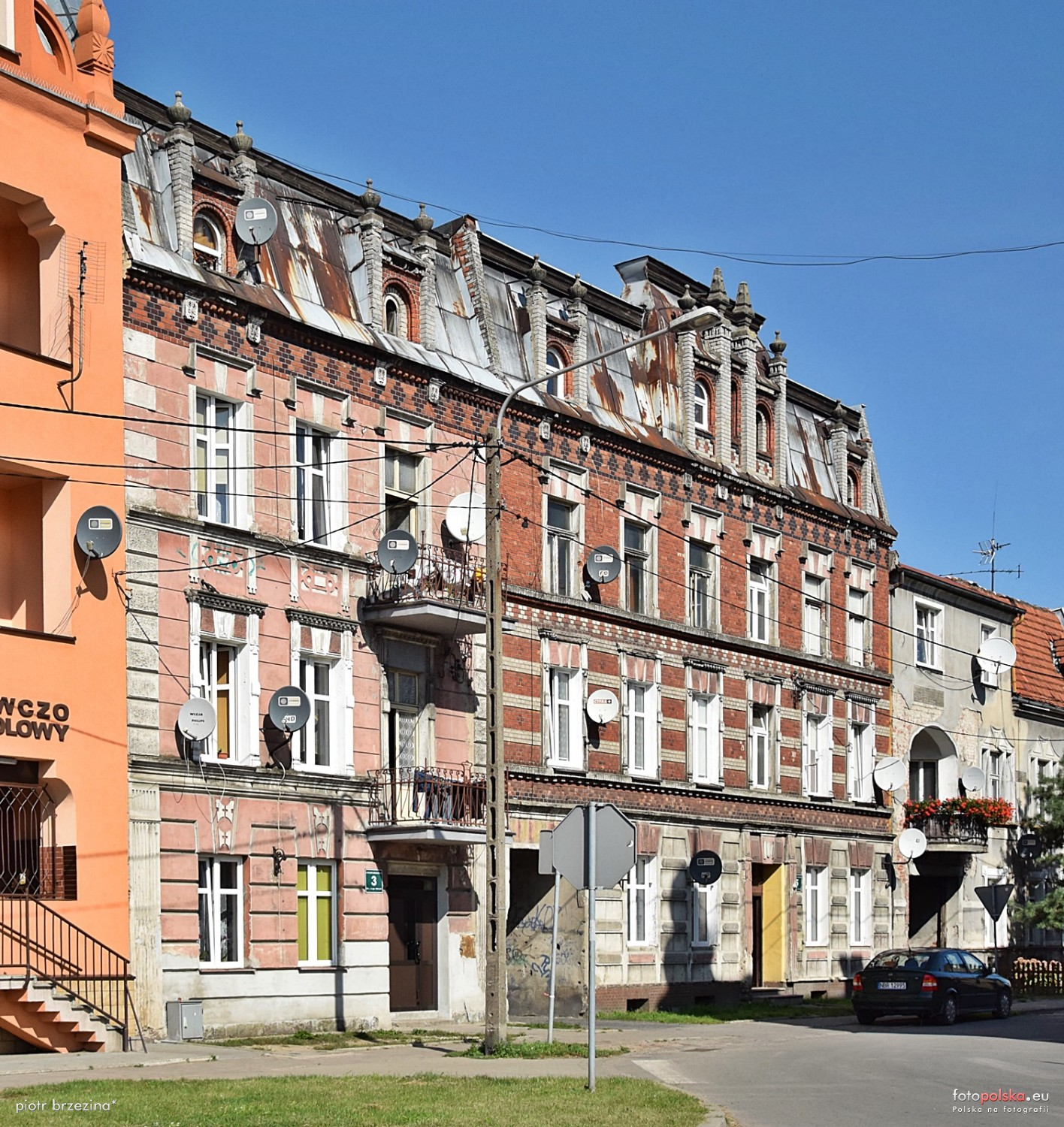
Rok 2016